# Durand (Illinois)
Durand es una villa ubicada en el condado de Winnebago en el estado estadounidense de Illinois. En el Censo de 2010 tenía una población de 1443 habitantes y una densidad poblacional de 595,24 personas por km².

## Geografía
Durand se encuentra ubicada en las coordenadas 42°26′3″N 89°19′35″O / 42.43417, -89.32639. Según la Oficina del Censo de los Estados Unidos, Durand tiene una superficie total de 2.42 km², de la cual 2.42 km² corresponden a tierra firme y (0%) 0 km² es agua.

## Demografía
Según el censo de 2010, había 1443 personas residiendo en Durand. La densidad de población era de 595,24 hab./km². De los 1443 habitantes, Durand estaba compuesto por el 97.02% blancos, el 0.28% eran afroamericanos, el 0.14% eran amerindios, el 0.69% eran asiáticos, el 0.07% eran isleños del Pacífico, el 0.35% eran de otras razas y el 1.46% pertenecían a dos o más razas. Del total de la población el 2.43% eran hispanos o latinos de cualquier raza.